# Diocesi di Cassano all'Jonio

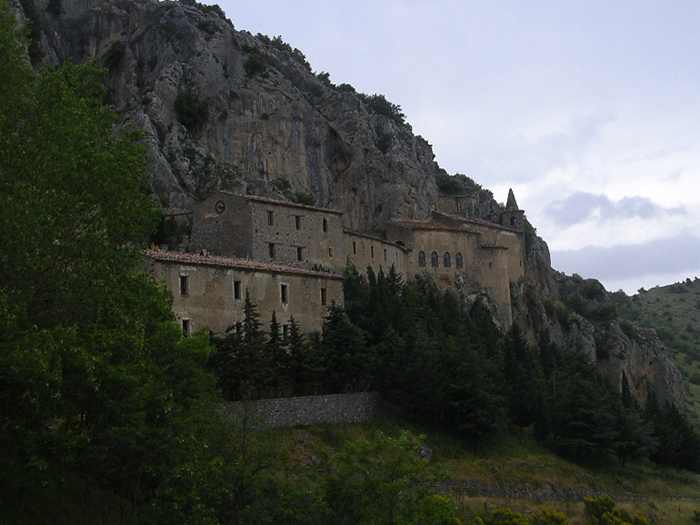
Il santuario di Santa Maria delle Armi a Cerchiara di Calabria.

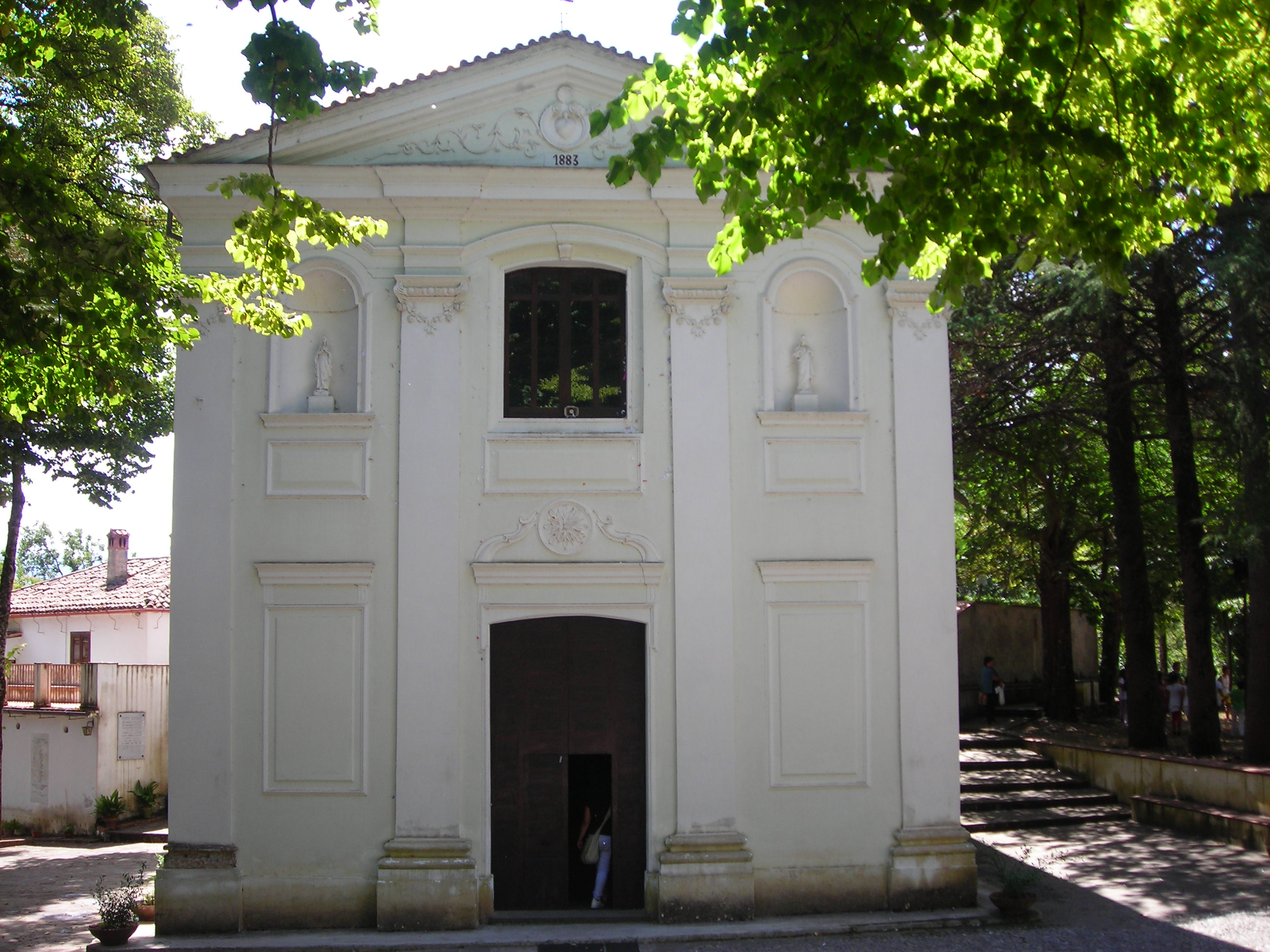
Il santuario della Madonna dello Spasimo o delle Cappelle a Laino Borgo.

La diocesi di Cassano all'Jonio (in latino Dioecesis Cassanensis) è una sede della Chiesa cattolica in Italia suffraganea dell'arcidiocesi di Cosenza-Bisignano, appartenente alla regione ecclesiastica Calabria. Nel 2023 contava 100.600 battezzati su 105.600 abitanti. È retta dal vescovo Francesco Savino.
Il patrono della diocesi è san Biagio, vescovo di Sebaste e martire, commemorato il 3 febbraio.

## Territorio
La diocesi comprende 22 comuni della provincia di Cosenza: Albidona, Alessandria del Carretto, Altomonte, Amendolara, Canna, Cassano all'Ionio, Castrovillari, Cerchiara di Calabria, Francavilla Marittima, Laino Borgo, Laino Castello, Montegiordano, Morano Calabro, Mormanno, Nocara, Oriolo, Rocca Imperiale, Roseto Capo Spulico, San Lorenzo Bellizzi, Saracena, Trebisacce, Villapiana.
Confina a nord con la regione ecclesiastica Basilicata, a sud-ovest con la diocesi di San Marco Argentano-Scalea, a sud con l'eparchia di Lungro e l'arcidiocesi di Rossano-Cariati.
Sede vescovile è la città di Cassano all'Ionio, dove si trova la basilica cattedrale della Natività della Beata Vergine Maria. A Castrovillari sorge la basilica di San Giuliano. Sono cinque i santuari riconosciuti della diocesi: Santa Maria della Catena a Cassano, Santa Maria del Castello a Castrovillari (elevato alla dignità di basilica minore nel 2022), Santa Maria delle Armi a Cerchiara di Calabria, Madonna dello Spasimo o delle Cappelle a Laino Borgo e la Madonna della Nova a Rocca Imperiale.
Il territorio si estende su 1.311 km² ed è suddiviso in 52 parrocchie, raggruppate in 3 vicariati foranei: Cassano, Castrovillari e Alto Ionio.

## Storia
Incerte sono le origini della diocesi di Cassano. Secondo alcuni autori, il primo documento attestante la sede episcopale potrebbe risalire al pontificato di papa Ilario (461-468): tra i sottoscrittori degli atti del sinodo celebrato nel 465 a Roma nella basilica di Santa Maria Maggiore compare, infatti, un Caprarius (o Capsarius), episcopus Cassanensis. Altri storici tuttavia ritengono che Caprario non fu vescovo Cassanensis, ma Cassitanus, ossia di Cassino, nel Lazio meridionale.
La diocesi sarebbe stata eretta nella seconda metà del IX secolo quando gli eserciti bizantini strapparono la valle del Crati ai Longobardi. Essa tuttavia non compare nella Notitia Episcopatuum composta ad opera dall'imperatore bizantino Leone VI (886-912) e databile all'inizio del X secolo, ma solo nelle versioni successive redatte nello stesso secolo, in cui la diocesi appare tra le suffraganee dell'arcidiocesi di Reggio; «al momento della sua fondazione, assorbì certamente, anche se si ignora in che misura, una porzione di territorio dell'antica diocesi di Thurio e interamente quello di Blanda dopo la sua distruzione o abbandono».
Primo vescovo conosciuto potrebbe essere Davide, attorno alla metà del X secolo, menzionato nella vita di Gregorio Abate. Dopo Davide occorre andare alla metà del secolo successivo per trovare un altro vescovo: nel 1059 un anonimo vescovo bizantino di Cassano, insieme al praesopus di Gerace, tentando di opporsi all'espansione dei Normanni nell'Italia meridionale, guidò un assalto alla fortezza di San Martino, nella valle delle Saline, subendo una cocente sconfitta.
Dopo la conquista bizantina, la diocesi assunse il rito e la liturgia greca. «Nonostante fosse inserita in una zona contesa da bizantini e longobardi e dunque sottoposta a influenze greche e latine, si presentava marcatamente bizantina». Fu infatti una delle culle del monachesimo greco in Calabria, grazie alla sua importante presenza nel Mercurion dove vissero o studiarono, presso i monasteri locali, un gran numero di personalità che saranno venerate come santi dalla chiesa, tra cui san Fantino il giovane, san Nicodemo da Cirò, san Zaccaria del Mercurion, san Saba del Mercurion, san Luca di Demenna, san Macario Abate e, probabilmente il più importante, san Nilo da Rossano.
Nel corso del medioevo la Chiesa di Cassano andò soggetta ad alterne vicende, passando con estrema rapidità dalla dipendenza dall'arcidiocesi di Reggio all'immediata soggezione alla Santa Sede.
Dopo la conquista normanna, con una bolla del 24 marzo 1058 papa Stefano IX la dichiarò, insieme alle altre diocesi della valle del Crati (Cosenza, Malvito, Bisignano e Martirano), suffraganea di Salerno. Essendo Reggio stata conquistata dai Normanni (1060) ed essendo tornata al rito latino, il metropolita reggino reclamò la soggezione di Cassano; papa Pasquale II, però, la dichiarò immediatamente soggetta alla Santa Sede, privilegio confermato da Callisto II. Tornò a dipendere dalla Chiesa di Reggio probabilmente per volere di papa Eugenio III (1145-1153), ma non esistono documenti; figura, comunque, tra le diocesi suffraganee di Reggio in un atto di papa Alessandro III del 19 novembre 1165.
Cassano figura di nuovo immediatamente soggetta alla Santa Sede in una bolla di Bonifacio VIII del 1303, ma pochi anni dopo papa Giovanni XXII in una bolla del 24 ottobre 1334, riferendosi all'elezione di un vescovo di Cassano, sottolinea che questa è stata confermata dal metropolita di Reggio. Venne restituita all'immediata soggezione il 5 dicembre 1454, per volere di papa Niccolò V, ma papa Pio II con la bolla Disponente Domino del 21 gennaio 1459 tornò ad affidare Cassano alla giurisdizione dell'arcivescovo di Reggio. Tuttavia verso la fine del XVI secolo Cassano ritornò ad essere immediatamente soggetta alla Santa Sede.
Dopo l'anonimo vescovo greco del 1059, è noto Sassone, primo vescovo di rito latino, il quale ottenne da papa Urbano II il titolo di barone, esteso ai suoi successori; durante il suo episcopato convissero pacificamente il clero di rito latino, imposto dai Normanni, con quelli di rito greco, che tuttavia progressivamente scomparirono. A partire dal XIV secolo i vescovi eletti di Cassano dovettero pagare alla Camera apostolica una ingente somma di denaro; questo favorì la nomina di nobili o di parenti degli alti prelati. Nella prima metà del XVI secolo la diocesi di Cassano venne data in commenda o amministrazione ad alcuni cardinali di Curia, ai quali Clemente VII e Paolo III concessero il privilegio dell'esenzione personale. L'istituzione della commenda e l'assenteismo dei vescovi, favorirono il depauperamento dei beni della mensa vescovile a tutto vantaggio dei baroni e dei potenti locali.
Nel territorio diocesano è documentata la presenza di due etnie, quella ebraica e quella albanese. La presenza ebraica, già attestata nel XIII secolo e in seguito per tutto il XVII secolo, era incentrata soprattutto negli abitati di Castrovillari, Altomonte, Morano e Scalea. Gli albanesi giunsero in diocesi nel XV secolo dove furono loro concessi i casali di Acquaformosa, Civita, Firmo, Frascineto, Porcile, Lungro, Plataci e San Basile; dopo un periodo di pacifica convivenza, a partire dal 1490 «i rapporti cominciarono a inasprirsi fino a toccare il culmine nel periodo successivo al concilio di Trento, quando gli albanesi subirono soprusi e violenze psicologiche attraverso drastiche misure repressive adottate dai vescovi».
Dalla seconda metà del XVI secolo i vescovi ripresero a risiedere in diocesi e attuarono progressivamente i decreti del concilio tridentino: Giovan Battista Serbelloni (1561-1579) indisse il primo sinodo diocesano; Tiberio Carafa (1579-1588) fondò il seminario e celebrò il secondo sinodo; Owen Lewis (1589-1595) effettuò la prima visita pastorale della diocesi e fondò diverse confraternite di laici; Gennaro Fortunato (1729-1751) impostò una pastorale di rinnovamento dello spirito religioso, attraverso l'operato di sant'Angelo d'Acri e del beato Mariano Arciero, e curò la catechesi attraverso particolari disposizioni emanate con editto nel 1744.
Con la bolla De utiliori di papa Pio VII del 27 giugno 1818, con la quale venivano riformate le giurisdizioni ecclesiastiche del regno di Napoli, la sede di Cassano fu assoggettata alla provincia ecclesiastica dell'arcidiocesi di Reggio.
Tra Ottocento e Novecento il territorio diocesano è stato sostanzialmente modificato e ridotto:
- il 21 ottobre 1898 ha ceduto Maratea e le sue quattro parrocchie, tra cui la basilica di San Biagio patrono della diocesi stessa, alla diocesi di Policastro;[7]
- il 13 febbraio 1919 in seguito all'erezione dell'eparchia di Lungro con la bolla Catholici fideles di papa Benedetto XV, Cassano ha ceduto i paesi di lingua albanese e di rito bizantino che rientravano nel suo territorio, ossia: Acqua Formosa, Civita, Firmo, Frascineto, Lungro, Piataci, Porcile, San Basile;[8]
- l'8 settembre 1976, per far coincidere i confini delle diocesi con quelli delle regioni civili, le parrocchie lucane della diocesi (Castelluccio Inferiore, Castelluccio Superiore, Rotonda, Viggianello e le parrocchie di Agromonte Magnano e Agromonte Mileo nel comune di Latronico) sono state cedute alla diocesi di Anglona-Tursi ed in cambio sono stati aggregati a Cassano i paesi dell'Alto Ionio Cosentino (Alessandria del Carretto, Amendolara, Canna, Montegiordano, Nocara, Oriolo, Rocca Imperiale e Roseto Capo Spulico);[9]
- infine il 4 aprile 1979 ha ceduto alla diocesi di San Marco Argentano il vicariato di Scalea, comprensivo dei comuni della fascia costiera tirrenica di Scalea, Aieta, Orsomarso, Papasidero, Praia a Mare, San Nicola Arcella, Santa Domenica Taleo, Santa Maria del Cedro, Tortora e Verbicaro.[10]

Il 30 gennaio 2001 con la bolla Maiori Christifidelium papa Giovanni Paolo II ha elevato alla dignità di sede arcivescovile metropolitana l'arcidiocesi di Cosenza-Bisignano e la diocesi di Cassano all'Ionio è entrata a far parte di questa nuova provincia ecclesiastica.
Il 21 giugno 2014 la diocesi ha ricevuto la visita pastorale di papa Francesco.

## Cronotassi dei vescovi
Si omettono i periodi di sede vacante non superiori ai 2 anni o non storicamente accertati.
- Caprario ? † (menzionato nel 465)
- Davide † (metà del X secolo circa)[12]
- Anonimo † (menzionato nel 1059)
- Sassone † (menzionato tra il 1092 e il 1106)
- Gregorio † (menzionato tra il 1085 e il 1105)[13]
- Vitale † (prima del 1116 - dopo il 1121)
- Policreto Geneo ? † (menzionato nel 1122)[14]
- Anonimo † (menzionato nel 1130)
- Urso † (menzionato nel 1144)[15]
- Federico Milanese † (menzionato nel 1157)
- Tommaso † (prima del 1171 - dopo il 1174)[16]
- Anonimo † (menzionato nel 1179/1181)[17]
- Goffredo (o Soffrido) † (menzionato nel 1195)
- Anonimo † (menzionato nel dicembre 1199)
- Ugo † (inizio del XIII secolo)
- Anonimo † (menzionato nel novembre 1215)
- Terrizio † (prima del 1220 - dopo il 1223)
- Anonimo † (menzionato in luglio 1234)
- Biagio † (menzionato nel 1235 circa)
  - Pietro Amendola degli Attendoli † (menzionato nel 1240 circa) (vescovo intruso)
- Anonimo † (menzionato nel 1239 e nel 1241)
- Giovanni Fortebraccio † (18 gennaio 1252 - dopo il 1254)
- Marco d'Assisi, O.F.M. † (15 maggio 1267 - dopo giugno 1285 deceduto)
- Pasquale † (? - circa 1298 dimesso)[18]
- Riccardo † (1298 - 28 febbraio 1301 nominato vescovo di Tricarico)
- Guglielmo de Cuna, O.F.M. † (28 febbraio 1301 - ?)
- Alberto Besozzi ? † (1312)
- Giovanni † (prima del 1316 - circa 1328 deceduto)
- Giovanni Marino † (18 marzo 1329 - 1334 deceduto)
- Landolfo Vulcano † (24 ottobre 1334 - ?)
- Gunio ? † (13 gennaio 1335 - ?)
- Durante ? † (novembre 1346 - ?)
- Ruggero Quattromani † (? - gennaio 1348 deceduto)
- Giovanni di Papasidero † (17 marzo 1348 - 1373 deceduto)
- Marino del Giudice † (18 maggio 1373 - circa 1379 nominato vescovo di Brindisi)
- Roberto del Giudice † (26 gennaio 1379 - ?)
  - Andrea Cumano † (26 gennaio 1379 - 2 dicembre 1383 nominato vescovo di Cosenza) (antivescovo)
- Nicola (Tomacelli?) † (circa 1383 - 1392 deceduto)
  - Carlo Corsini † (2 dicembre 1383 - ?) (antivescovo)
- Pietro † (1º ottobre 1392 - 31 maggio 1400 nominato vescovo di Marsico Nuovo)
- Febo Sanseverino † (1º dicembre 1399 - 1404 deposto)
- Marino Scannaforcia † (11 novembre 1404 - 1418 deceduto)
- Antonello Gesualdo, O.S.B.Coel. † (23 novembre 1418 - 1428 deceduto)
- Guglielmo Chyurlia † (29 novembre 1428 - 1432 deceduto)
- Belforte Spinelli † (14 maggio 1432 - 12 dicembre 1440 nominato vescovo titolare di Sebaste)
- Gioacchino Suhare † (12 dicembre 1440 - 1463 deceduto)
- Giovanni Francesco Brusato † (8 dicembre 1463 - 22 marzo 1476 nominato arcivescovo di Nicosia)
- Bartolomeo del Poggio † (22 marzo 1476 - 1485 deceduto)
- Nicola Tomacelli † (1º settembre 1485 - 1490 deceduto)
- Marino Tomacelli † (31 gennaio 1491 - 1519 deceduto)
  - Domenico Giacobazzi † (2 dicembre 1519 - 23 marzo 1523 dimesso) (amministratore apostolico)
- Cristoforo Giacobazzi † (23 marzo 1523 succeduto - 7 ottobre 1540 deceduto)
- Durante Duranti † (18 febbraio 1541 - 18 febbraio 1551 nominato arcivescovo di Brescia)
- Bernardo Antonio de' Medici † (23 ottobre 1551 - 1552 deceduto)
  - Giovannangelo de' Medici † (1º marzo 1553 - 25 giugno 1556 nominato vescovo di Foligno, poi eletto papa con il nome di Pio IV) (amministratore apostolico)
  - Marco Sittico Altemps (29 maggio 1560 - 11 maggio 1561 dimesso) (amministratore apostolico)
- Giovan Battista Serbelloni † (17 dicembre 1561 - 1579 dimesso)
- Tiberio Carafa † (6 febbraio 1579 - 1588 deceduto)
- Owen Lewis † (3 febbraio 1589 - 14 ottobre 1594 deceduto)
- Giulio Caracciolo † (1º gennaio 1597 - 1599 deceduto)
- Bonifazio Caetani † (8 novembre 1599 - 22 aprile 1613 nominato arcivescovo di Taranto)
- Diego de Arce, O.F.M.Obs. † (17 febbraio 1614 - 1617 deceduto)
- Paolo Palumbo, C.R. † (17 aprile 1617 - 1648 deceduto)
- Gregorio Carafa, C.R. † (24 agosto 1648 - 27 maggio 1664 nominato arcivescovo di Salerno)
  - Sede vacante (1664-1670)
- Alonso de Balmaseda, O.E.S.A. † (16 luglio 1670 - 25 settembre 1673 nominato vescovo di Gerona)
  - Sede vacante (1673-1676)
- Giovan Battista del Tinto, O.Carm. † (19 ottobre 1676 - 19 maggio 1685 deceduto)
- Francisco de Sesqueyros y Satomayor, O.E.S.A. † (1º aprile 1686 - maggio 1691 deceduto)
- Vincenzo de Magistris, O.P. † (24 marzo 1692 - giugno 1705 deceduto)
- Nicolò Rocco † (21 febbraio 1707 - novembre 1726 deceduto)
  - Sede vacante (1726-1729)
- Gennaro Fortunato † (6 luglio 1729 - 17 agosto 1751 deceduto)
- Giovan Battista Miceli † (24 gennaio 1752 - 15 giugno 1763 deceduto)
- Giovan Battista Coppola † (19 dicembre 1763 - 28 agosto 1797 deceduto)
  - Sede vacante (1797-1804)
- Francesco Antonio Grillo, O.F.M.Conv. † (29 ottobre 1804 - 2 novembre 1804 deceduto)	
  - Sede vacante (1804-1818)
- Adeodato Gomez Cardosa † (26 giugno 1818 - 19 dicembre 1825 nominato vescovo di Isernia)
  - Sede vacante (1825-1829)
- Michele Bombini † (21 maggio 1829 - 18 gennaio 1871 deceduto)
- Alessandro Maria Basile, C.SS.R. † (22 dicembre 1871 - 24 giugno 1883 deceduto)
- Raffaele Danise † (9 agosto 1883 - 24 marzo 1884 nominato vescovo di Caiazzo)
- Antonio Pistocchi † (24 marzo 1884 - 29 agosto 1888 deceduto)
- Evangelista di Milia, O.F.M.Cap. † (11 febbraio 1889 - 10 novembre 1898 nominato vescovo di Lecce)
- Antonio Maria Bonito † (15 giugno 1899 - 11 dicembre 1905 nominato arcivescovo coadiutore di Amalfi[19])
- Pietro La Fontaine † (6 dicembre 1906 - 1º aprile 1910 nominato segretario della Congregazione dei Riti[20])
- Giuseppe Bartolomeo Rovetta † (29 marzo 1911 - 16 dicembre 1920 dimesso[21])
- Bruno Occhiuto † (17 novembre 1921 - 30 giugno 1937 deceduto)
- Raffaele Barbieri † (30 agosto 1937 - 31 gennaio 1968 deceduto)
- Domenico Vacchiano † (17 gennaio 1970 - 30 marzo 1978 nominato prelato di Pompei)
- Girolamo Grillo † (7 aprile 1979  - 20 dicembre 1983 nominato vescovo di Tarquinia e Civitavecchia)
- Giovanni Francesco Pala † (22 febbraio 1984 - 21 maggio 1987 deceduto)
- Andrea Mugione † (17 marzo 1988 - 21 novembre 1998 nominato arcivescovo di Crotone-Santa Severina)
- Domenico Graziani (21 agosto 1999 - 21 novembre 2006 nominato arcivescovo di Crotone-Santa Severina)
- Vincenzo Bertolone, S.d.P. (10 marzo 2007 - 25 marzo 2011 nominato arcivescovo di Catanzaro-Squillace)
- Nunzio Galantino (9 dicembre 2011 - 28 febbraio 2015 dimesso)
- Francesco Savino, dal 28 febbraio 2015

## Statistiche
La diocesi nel 2023 su una popolazione di 105.600 persone contava 100.600 battezzati, corrispondenti al 95,3% del totale.
| anno | popolazione | popolazione | popolazione | presbiteri | presbiteri | presbiteri | presbiteri                | diaconi | religiosi | religiosi | parrocchie |
| anno | battezzati  | totale      | %           | numero     | secolari   | regolari   | battezzati per presbitero | diaconi | uomini    | donne     | parrocchie |
| ---- | ----------- | ----------- | ----------- | ---------- | ---------- | ---------- | ------------------------- | ------- | --------- | --------- | ---------- |
| 1950 | 110.000     | 110.000     | 100,0       | 89         | 83         | 6          | 1.235                     |         | 6         | 106       | 45         |
| 1958 | 110.000     | 110.000     | 100,0       | 88         | 73         | 15         | 1.250                     |         | 15        | 118       | 51         |
| 1970 | 130.060     | 130.060     | 100,0       | 79         | 68         | 11         | 1.646                     |         | 14        | 138       | 54         |
| 1980 | 98.000      | 102.000     | 96,1        | 68         | 52         | 16         | 1.441                     |         | 16        | 84        | 43         |
| 1990 | 104.000     | 106.000     | 98,1        | 65         | 51         | 14         | 1.600                     |         | 14        | 102       | 46         |
| 1999 | 104.200     | 106.400     | 97,9        | 70         | 62         | 8          | 1.488                     | 3       | 14        | 88        | 48         |
| 2000 | 104.200     | 107.000     | 97,4        | 68         | 61         | 7          | 1.532                     | 3       | 9         | 70        | 47         |
| 2001 | 104.000     | 106.000     | 98,1        | 75         | 67         | 8          | 1.386                     | 3       | 10        | 75        | 47         |
| 2002 | 104.200     | 106.580     | 97,8        | 69         | 61         | 8          | 1.510                     | 3       | 10        | 75        | 47         |
| 2003 | 104.000     | 106.200     | 97,9        | 67         | 59         | 8          | 1.552                     | 3       | 10        | 57        | 47         |
| 2004 | 104.200     | 106.800     | 97,6        | 69         | 61         | 8          | 1.510                     | 3       | 15        | 74        | 47         |
| 2006 | 105.000     | 106.600     | 98,5        | 68         | 61         | 7          | 1.544                     | 3       | 9         | 60        | 47         |
| 2013 | 104.187     | 108.100     | 96,4        | 78         | 65         | 13         | 1.335                     | 3       | 15        | 59        | 49         |
| 2016 | 103.761     | 107.881     | 96,2        | 75         | 65         | 10         | 1.383                     | 3       | 12        | 46        | 52         |
| 2019 | 102.670     | 107.323     | 95,7        | 70         | 60         | 10         | 1.466                     | 7       | 12        | 40        | 52         |
| 2021 | 102.100     | 107.000     | 95,4        | 68         | 58         | 10         | 1.501                     | 8       | 12        | 23        | 52         |
| 2023 | 100.600     | 105.600     | 95,3        | 65         | 57         | 8          | 1.547                     | 7       | 10        | 28        | 52         |